# 原意大利驻天津领事馆
原意大利驻天津领事馆是二十世纪初意大利政府驻天津的领事馆，位于当时的天津意租界的伊曼纽尔三世路，又称大马路（今河北区建国道52号），该建筑目前是天津市文物保护单位和重点保护等级历史风貌建筑。现为天津市河北区中国人民政治协商会议办公处。

## 历史
宣统元年(1909年)，意大利驻天津领事馆始建，并于1916年建成。1929年，意大利政府颁布《天津意大利租界章程》，规定天津意租界的行政长官由领事兼任。1945年后，意大利政府将天津意租界交回中国政府，意大利驻天津领事馆撤销。中华人民共和国成立后，这里成为中国共产党天津河北区委、河北区政府，现为天津市河北区政协办公处。

## 建筑
原意大利驻天津领事馆占地约9400平米，建筑面积1800平米，为二层带半地下室砖木结构楼房，外立面为清水砖墙，红色墙砖、白色凹槽剁斧石方壁柱并配有彩色玻璃窗。屋顶为瓦屋面四坡顶，其中，坡形楼顶上有一个方形顶楼。屋檐出挑较大，檐托支撑的以及每扇窗户的上端都有彩釉面砖作为装饰。建筑主入口门套、窗套及墙面转角等部位均采用意大利古典建筑装饰手法。该建筑为一座意大利浪漫主义风格的西洋建筑。

## 内部链接
- 天津意租界工部局